# Carl Edvard Ekman

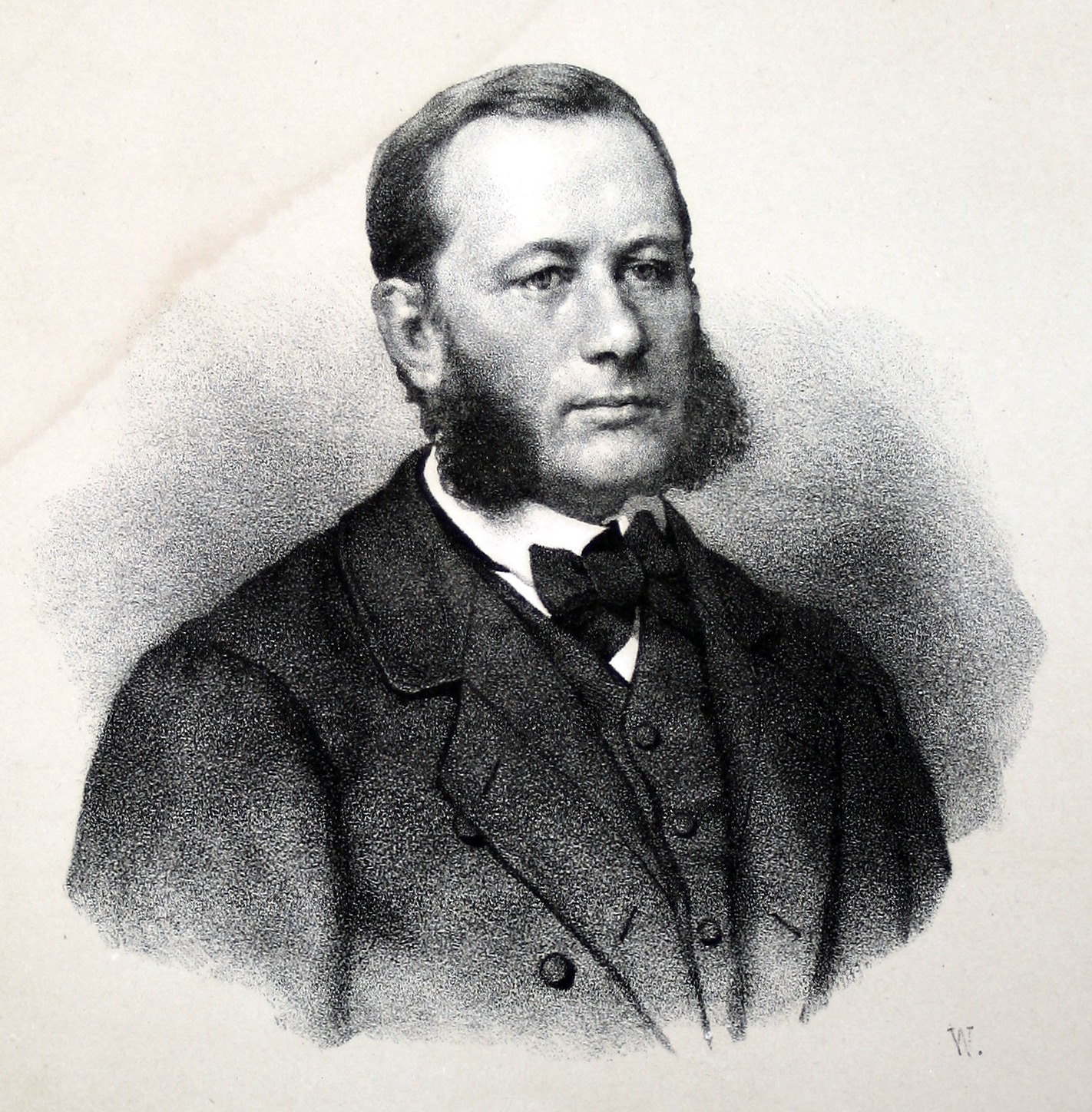
Carl Edvard Ekman.

Carl Edvard Ekman (* 7. März 1826 in Göteborg; † 24. Dezember 1903) war ein schwedischer Industrieller.

## Leben
Ekman war Besitzer der Rüstungsfabrik Finspångs styckebruk in Finspång und liberaler Politiker. Er war Mitglied des Bürgerstandes im Schwedischen Ständereichstag von 1859 bis 1860 und von 1862 bis 1863 sowie der Ersten Kammer des schwedischen Reichstages von 1867 bis 1893 als Vertreter von Östergötlands län, ferner Mitglied der Königlich Schwedischen Akademie der Wissenschaften. Carl Edward Ekman, der zur Göteborger Familie Ekman gehörte, war nur 23 Jahre alt, als er als Geschäftsführer die Finspångs styckebruk übernahm.
Nach kurzer Zeit übernahm er Anteile an der Firma und nach acht Jahren war er alleiniger Inhaber. Er begann eine grundlegende Umstrukturierung und Modernisierung. In weniger als zwanzig Jahren verzehnfacht er die Produktion und führte neue Produkte und neue Technik ein. Er nahm Schwedens erstes Walzwerk in Betrieb, dessen Produkt zuerst Eisenbahnschienen waren. Später wurden Kanonen und Geschütze hergestellt. 1879 war mit 2720 Tonnen verkaufter Waffen ein Rekordjahr im Export. Ekman ließ in der Region Finspång zahlreiche Eisenbahnstrecken zur Verbindung der verschiedenen Industriebetriebe im Güter-, aber auch im Personenverkehr erbauen.
Carl Ekman war einer der letzten großen Patrone (brukspatron) in Schweden. Wie sein Vorgänger De Geer af Finspång schuf er soziale Einrichtungen für seine Mitarbeiter. Spettaln war in den Jahren 1760 bis 1875 eine Schule in Finspång. Ekman ließ diese nach modernen Grundsätzen renovieren. Als Spender wurde diese Schule nach ihm umbenannt. Er förderte zudem die Errichtung von Krankenhäusern und Pflegeheimen.
Ekman war einer der Pioniere der schwedischen Grundschule. Zusammen mit Anders Berg (1821–1912) und dessen Sohn Fridtjuv Berg entwickelte er die ersten Richtlinien für Schulen im 19. Jahrhundert.